# Hoplomaladera monticola
Hoplomaladera monticola är en skalbaggsart som beskrevs av Kobayashi 1991. Hoplomaladera monticola ingår i släktet Hoplomaladera och familjen Melolonthidae. Utöver nominatformen finns också underarten H. m. anmashana.